# Truckläroplan 2
Truckläroplan 2, TLP 2, var en svensk läroplan för utbildning av förare av truckar som trädde i kraft 1 januari 2002. TLP 2 var framtagen i samverkan mellan ett antal branschorganisationer och Arbetsmiljöverket och ersatte den tidigare TLP 94.
I TLP 2 var utbildningens inriktning och längd beroende av trucktypen.
Sedan 1 januari 2011 finns nya riktlinjer för kunskaper och färdigheter för truckförare. De nya riktlinjerna, Truckläroplan 10 är en revidering av TLP 2. Utbildning som har genomförts enligt TLP 2 är fortfarande giltig, men ny utbildning som genomförs från och med 1 januari 2011 ska följa de nya riktlinjerna.

## Truckklasser
Enkel översikt av truckklasser enligt TLP 2:
A1 - Plocktruck, låglyftande

A2 - Ledstaplare

A3 - Låglyftande åktruck, stående/sittande

A4 - Låglyftare

A5 - Drag-/flaktruck

B1 - Motviktstruck ≤ 10 ton

B2 - Höglyftande åkstaplare, stående/sittande

B3 - Skjutstativtruck

B4 - Plocktruck, höglyftande

B5 - Smalgångstruck

B6 - Fyrvägstruck

C1 - Motviktstruck > 10 ton 

C2 - Hjullastare (industriell hantering)

C3 - Container/Timmertruck

C4 - Sidlastare

C5 - Grensletruck

C6 - Terminaldragtruck